# Селмо
Селмо (англ. Salmo) — село в Канаді, у провінції Британська Колумбія, у складі регіонального округу Сентрал-Кутеней.

## Населення
За даними перепису 2016 року, село нараховувало 1141 особу, показавши зростання на 0,2%, порівняно з 2011-м роком. Середня густина населення становила 467 осіб/км².
З офіційних мов обидвома одночасно володіли 45 жителів, тільки англійською — 1 090, а 5 — жодною з них. Усього 55 осіб вважали рідною мовою не одну з офіційних.
Працездатне населення становило 49% усього населення, рівень безробіття — 9,3%.
Середній дохід на особу становив $34 306 (медіана $25 707), при цьому для чоловіків — $43 601, а для жінок $24 501 (медіани — $35 584 та $20 544 відповідно).
33,8% мешканців мали закінчену шкільну освіту, не мали закінченої шкільної освіти — 23,7%, 42,4% мали післяшкільну освіту, з яких 9,5% мали диплом бакалавра, або вищий.
| Статево-вікова структура населення | Статево-вікова структура населення | Статево-вікова структура населення | Статево-вікова структура населення | Статево-вікова структура населення |
| ---------------------------------- | ---------------------------------- | ---------------------------------- | ---------------------------------- | ---------------------------------- |
|                                    |                                    |                                    |                                    |                                    |
| Всього                             | Всього                             | 49,1%50,9%                         |                                    |                                    |
| 0 — 14 років                       | 0 — 14 років                       |                                    | 14,5%                              | 14,5%                              |
| 15 — 64 років                      | 15 — 64 років                      |                                    | 59%                                | 59%                                |
| 65 і більше                        | 65 і більше                        |                                    | 26,4%                              | 26,4%                              |
| 85 і більше                        | 85 і більше                        |                                    | 3,1%                               | 3,1%                               |
| Середній вік (років)               | Середній вік (років)               | 45,847,1                           | 46,5                               | 46,5                               |
| Медіана (років)                    | Медіана (років)                    | 49,851,6                           | 50,6                               | 50,6                               |
| — чоловіки — жінки                 |                                    |                                    |                                    |                                    |

| Походження мешканців:     | Походження мешканців:     | Походження мешканців: | Походження мешканців: | Походження мешканців: |
| ------------------------- | ------------------------- | --------------------- | --------------------- | --------------------- |
| Походження                |                           |                       | осіб                  | %                     |
| Корінні американці        | Корінні американці        |                       | 90                    | 7.96%                 |
| Інше північноамериканське | Інше північноамериканське |                       | 355                   | 31.42%                |
| Європейське               | Європейське               |                       | 900                   | 79.65%                |
| британське                | британське                |                       | 655                   | 57.96%                |
| французьке                | французьке                |                       | 125                   | 11.06%                |
| українське                | українське                |                       | 70                    | 6.19%                 |
| Латинськоамериканське     | Латинськоамериканське     |                       | 15                    | 1.33%                 |
| Азійське                  | Азійське                  |                       | 10                    | 0.88%                 |

## Клімат
Середня річна температура становить 6,7°C, середня максимальна – 21,5°C, а середня мінімальна – -11,3°C. Середня річна кількість опадів – 838 мм.
| Клімат поселення                              | Клімат поселення | Клімат поселення | Клімат поселення | Клімат поселення | Клімат поселення | Клімат поселення | Клімат поселення | Клімат поселення | Клімат поселення | Клімат поселення | Клімат поселення | Клімат поселення | Клімат поселення |
| Показник                                      | Січ.             | Лют.             | Бер.             | Квіт.            | Трав.            | Черв.            | Лип.             | Серп.            | Вер.             | Жовт.            | Лист.            | Груд.            |                  |
| Середній максимум, °C                         | 2,45             | 5,52             | 9,21             | 13,45            | 17,82            | 21,48            | 21,08            | 21,02            | 16,00            | 9,97             | 3,76             | −0,42            |                  |
| Середня температура, °C                       | −4,42            | −1,34            | 2,35             | 6,58             | 10,96            | 14,64            | 17,74            | 17,69            | 12,67            | 6,65             | 0,43             | −3,75            |                  |
| Середній мінімум, °C                          | −11,27           | −8,2             | −4,5             | −0,28            | 4,09             | 7,77             | 14,40            | 14,35            | 9,32             | 3,31             | −2,92            | −7,1             |                  |
| Норма опадів, мм                              | 95               | 62               | 72               | 64               | 71               | 73               | 44               | 42               | 45               | 60               | 104              | 106              |                  |
| Середньомісячна швидкість вітру, м/с          | 2.33             | 2.24             | 2.46             | 2.72             | 2.62             | 2.54             | 2.42             | 2.35             | 2.22             | 2.24             | 2.34             | 2.27             |                  |
| Середньомісячна сонячна радіація, кДж/м²·день | 3697             | 7159             | 11569            | 16450            | 20238            | 21924            | 23939            | 20591            | 14574            | 8551             | 4020             | 2921             |                  |
| --------------------------------------------- | ---------------- | ---------------- | ---------------- | ---------------- | ---------------- | ---------------- | ---------------- | ---------------- | ---------------- | ---------------- | ---------------- | ---------------- | ---------------- |
| Джерело:                                      |                  |                  |                  |                  |                  |                  |                  |                  |                  |                  |                  |                  |                  |